# Strategic Arms Limitation Treaty
Strategic Arms Limitation Treaty (Układ o Ograniczeniu Zbrojeń Strategicznych)
- SALT I - podpisany w 1972 roku, ograniczał rozwój broni strategicznych
- SALT II - podpisany w 1979 roku, dotyczył ograniczeń w produkcji i przetrzymywaniu broni strategicznej.